# Pallone d'oro 1983

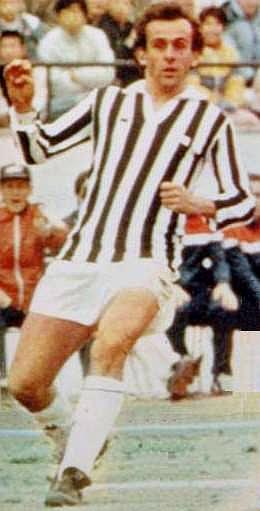
Michel Platini, vincitore del Pallone d'oro 1983

L'edizione 1983 del Pallone d'oro, 28ª edizione del premio calcistico istituito dalla rivista francese France Football, fu vinta dal francese Michel Platini (Juventus).
I giurati che votarono furono 26, provenienti da Austria, Belgio, Bulgaria, Cecoslovacchia, Danimarca, Finlandia, Francia, Germania Est, Germania Ovest, Grecia, Inghilterra, Irlanda, Italia, Jugoslavia, Lussemburgo, Paesi Bassi, Polonia, Portogallo, Romania, Scozia, Spagna, Svezia, Svizzera, Turchia, Ungheria e Unione Sovietica.